# JR East série E001
La série E001 (E001形, E001-katachi), exploitée sous le nom de Train Suite Shiki-shima (Train Suite 四季島, Toran Suiito Shikishima, prononcé : [toɾaɰ̃sɯiꜜːto ɕi̥kiɕima]), est un train de croisière de luxe bi-mode électrique-Diesel exploité par la East Japan Railway Company (JR East) depuis le 1er mai 2017.

## Conception
La série E001 exploite un nouveau système de propulsion hybride Diesel-électrique, permettant au train de fonctionner comme une automotrice électrique sous caténaire ou d'utiliser deux groupes Diesel. Ces derniers, situés dans les wagons d'extrémité, alimentent les moteurs de traction du train sur des itinéraires non électrifiés.
Les voitures 1 à 4 et 8 à 10 ont été construites par Kawasaki Heavy Industries à Kobe, tandis que les trois voitures 5 à 7 à deux niveaux ont été construites par J-TREC à Yokohama. Les voitures construites par Kawasaki ont des corps en aluminium, tandis que les celles construites par J-TREC ont des corps en acier inoxydable.
Le style et la décoration intérieure du train ont été supervisés par le designer industriel Ken Okuyama, et le train est promu comme fruit de la qualité de l'artisanat japonais traditionnel,. Son design global rappelle la série 251, également exploitée par JR East.

## Formation des trains
Le train de dix voitures se compose de six voitures-lits, d'une voiture-salon, d'une voiture-restaurant et de voitures d'observation à chaque extrémité du train. Cinq des voitures-lits ont chacune trois chambres privées, tandis qu'une voiture (voiture 7) a deux suites de luxe — un type « duplex » à deux niveaux et un type « plat » à un niveau. La formation du train est présentée ci-dessous, composée de six voitures motorisées (« M »), de quatre voitures non motorisés (« T ») et de la voiture 1 à l'extrémité sud. Toutes les suites comportent une douche et des toilettes. Les deux suites de luxe ont également chacune une baignoire. Une suite dans lavoiture 4 est accessible aux personnes à mobilité réduite. L'ensemble du train ne peut accueillir que 34 passagers.
| N ° de voiture  | 1                         | 2                         | 3                         | 4                         | 5      | 6                  | 7                | 8                         | 9                         | 10                        |
| --------------- | ------------------------- | ------------------------- | ------------------------- | ------------------------- | ------ | ------------------ | ---------------- | ------------------------- | ------------------------- | ------------------------- |
| Désignation     | M                         | M                         | M                         | T                         | T      | T                  | T                | M                         | M                         | M                         |
| Numérotage      | E001-1                    | E001-2                    | E001-3                    | E001-4                    | E001-5 | E001-6             | E001-7           | E001-8                    | E001-9                    | E001-10                   |
| Type de voiture | Voiture d'observation     | Voiture-lit               | Voiture-lit               | Voiture-lit               | Salon  | Voiture-restaurant | Voiture-lit      | Voiture-lit               | Voiture-lit               | Voiture d'observation     |
| Poids (t)       | 64,1                      | 55,4                      | 51,3                      | 49,5                      | 44,6   | 50,1               | 50,5             | 51,8                      | 55,4                      | 63,9                      |
| Capacité        | 6                         | 6                         | 6                         | 6                         | 18     | 18                 | 4                | 6                         | 6                         | 6                         |
| Installations   | Générateur Diesel         | 3 suites                  | 3 suites                  | 3 suites                  |        |                    | 2 suites de luxe | 3 suites                  | 3 suites                  | Générateur Diesel         |
| Fabricant       | Kawasaki Heavy Industries | Kawasaki Heavy Industries | Kawasaki Heavy Industries | Kawasaki Heavy Industries | J-TREC | J-TREC             | J-TREC           | Kawasaki Heavy Industries | Kawasaki Heavy Industries | Kawasaki Heavy Industries |

Les voitures 2, 3, 8 et 9 sont chacune équipées d'un pantographe unijambiste.

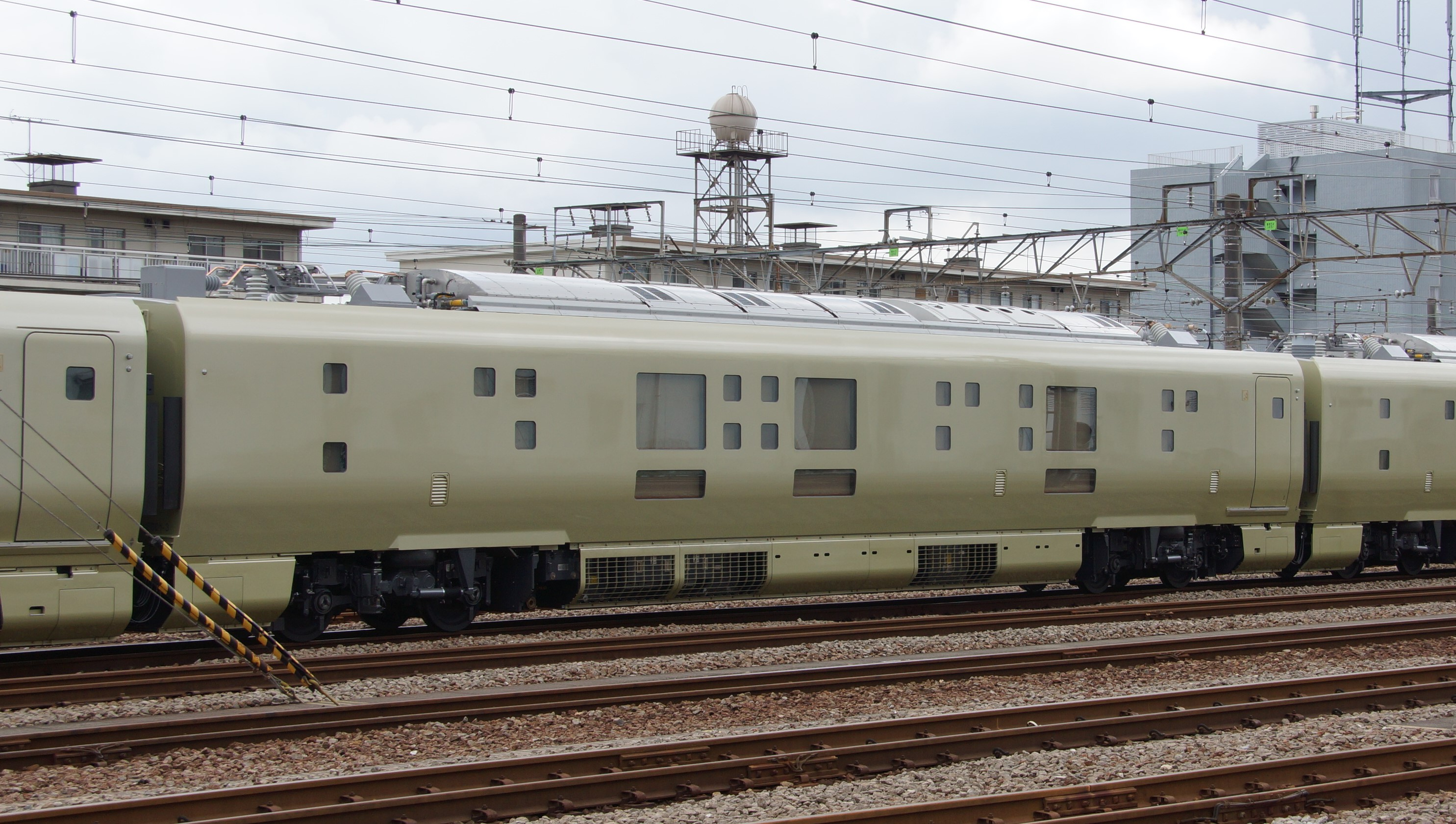
E001-3 en septembre 2016.
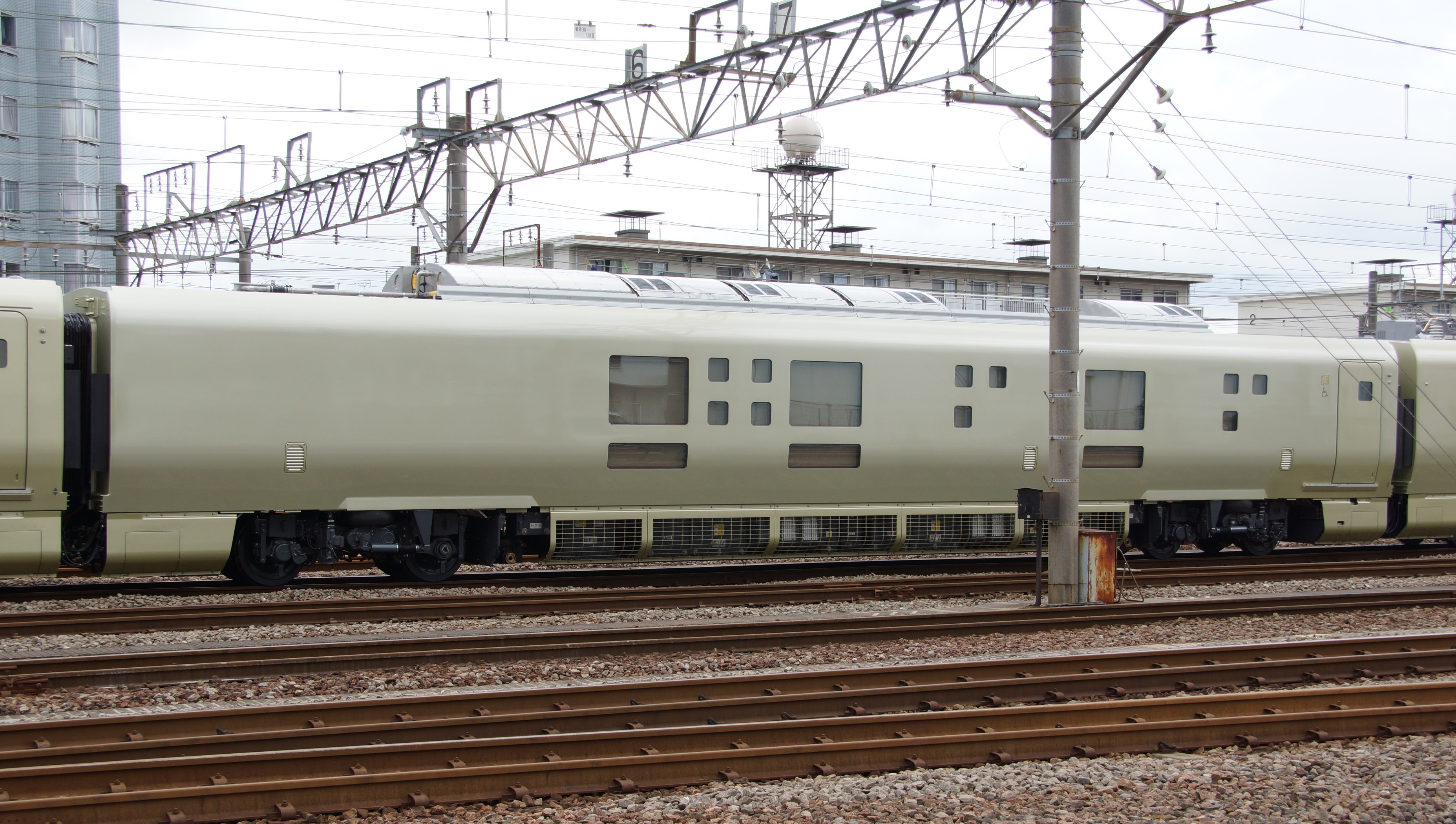
E001-4 en septembre 2016.
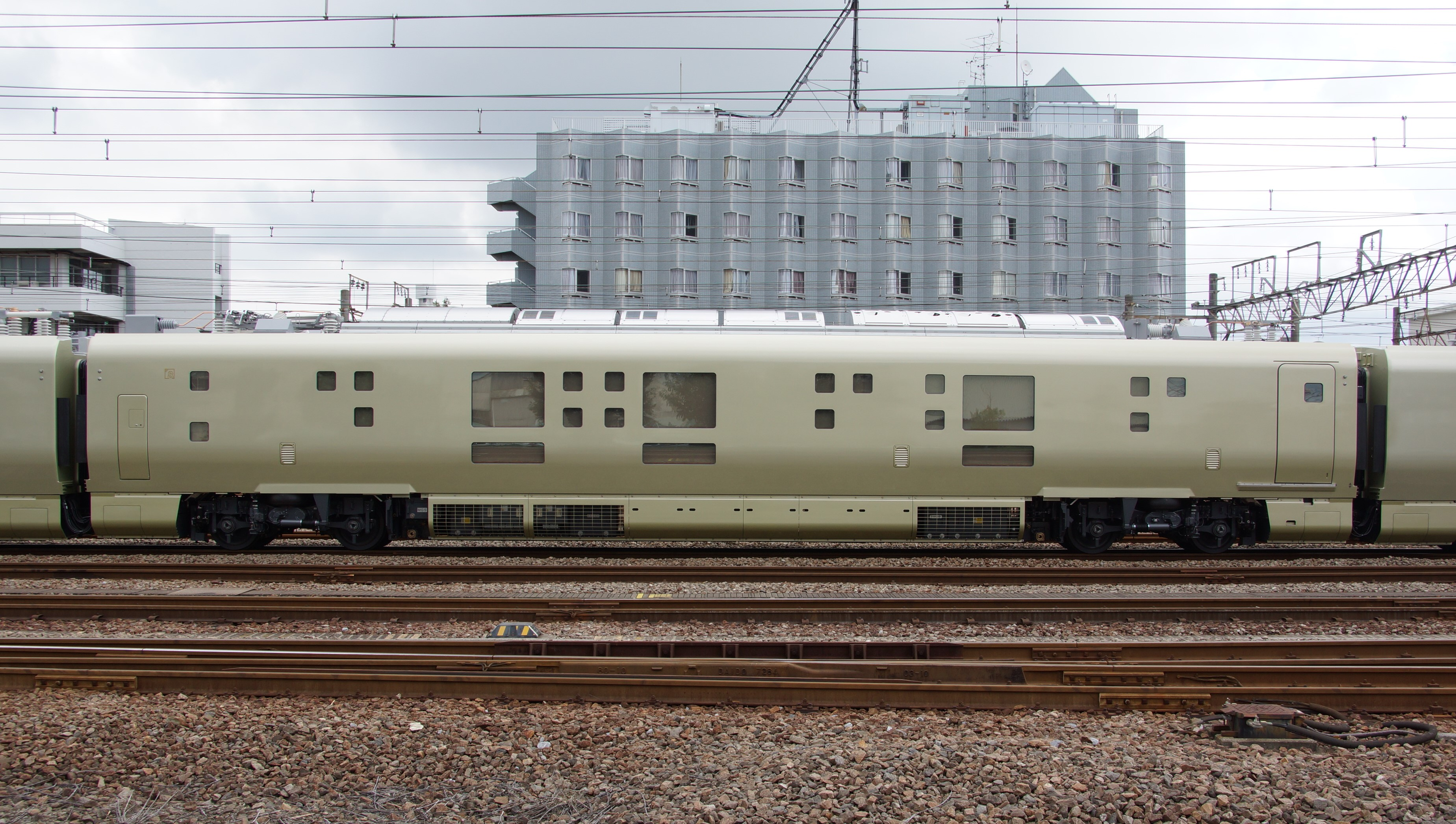
E001-8 en septembre 2016.
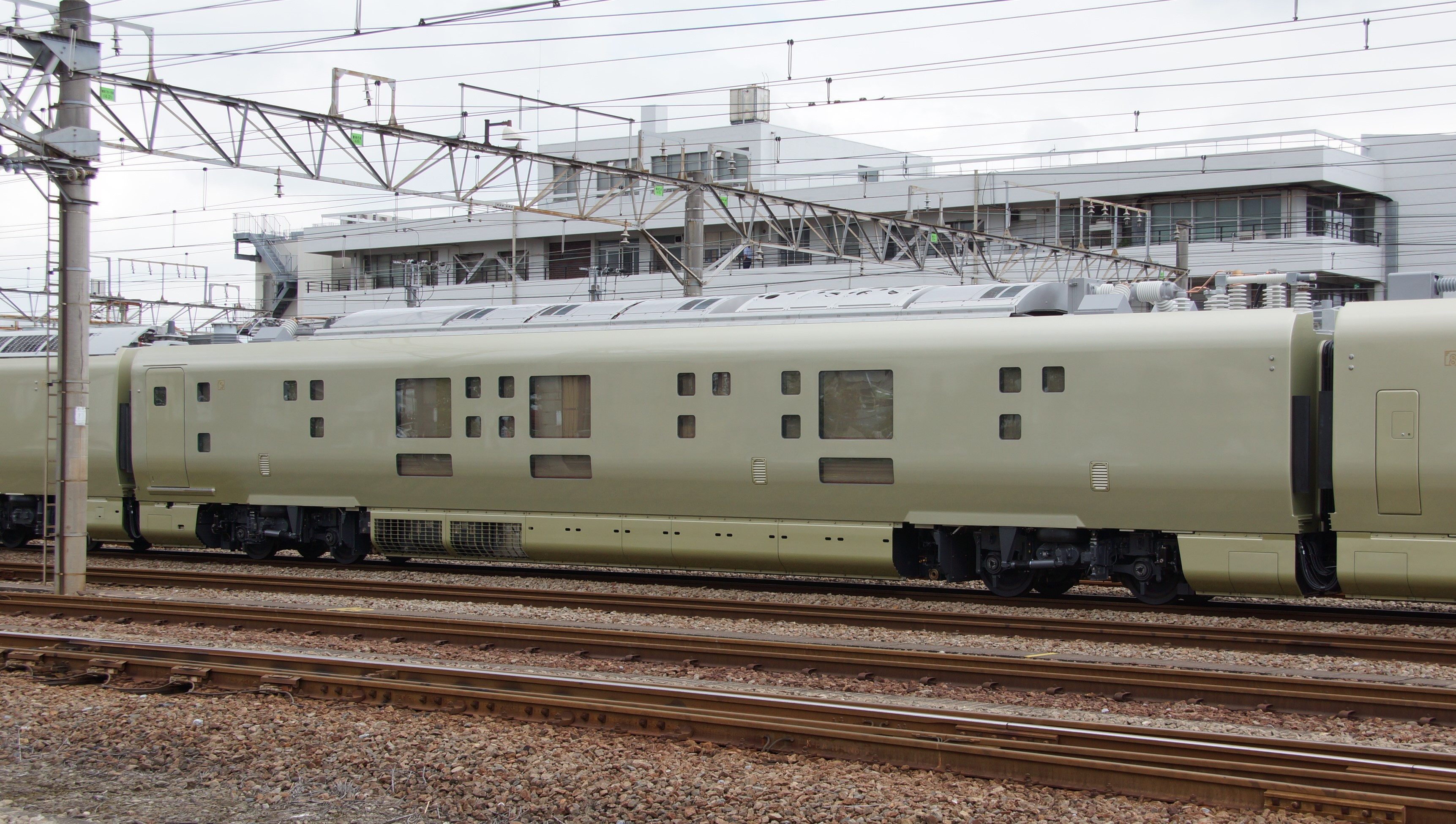
E001-9 en septembre 2016.
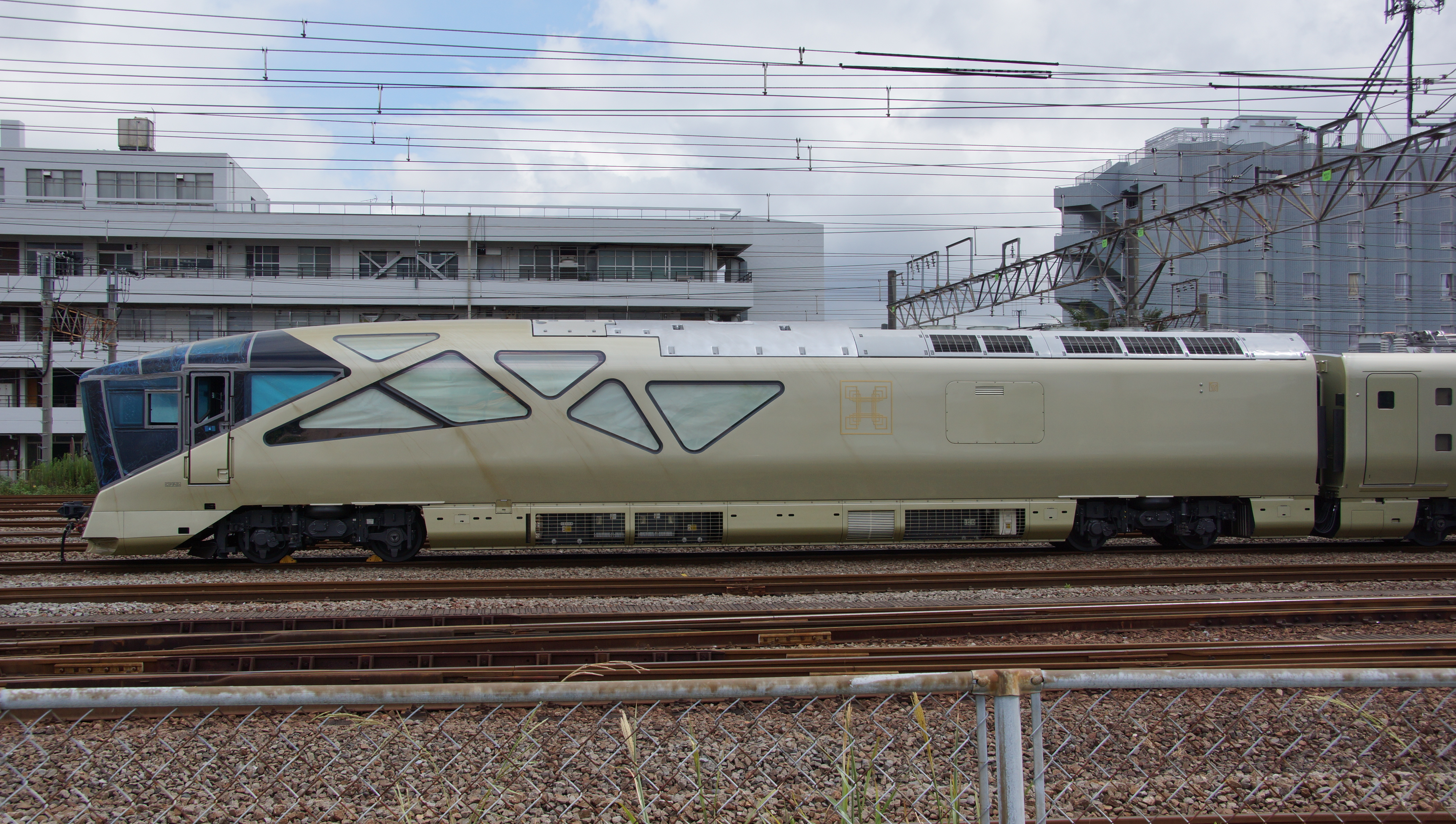
E001-10 en septembre 2016.

## Itinéraires
Le train fonctionne sur des circuits circulaires de deux à quatre jours du printemps jusqu’à l'automne et sur des circuits de trois jours pendant la période hivernale, comme indiqué ci-dessous Les billets coûtent entre 2 600 euros et environ 9 200 euros.

### Itinéraire de deux jours (printemps - automne)
Jour 1
Ueno → Enzan → Obasute (trajet de nuit)
Jour 2
Aizu-Wakamatsu → Ueno

### Itinéraire de quatre jours (printemps - automne)

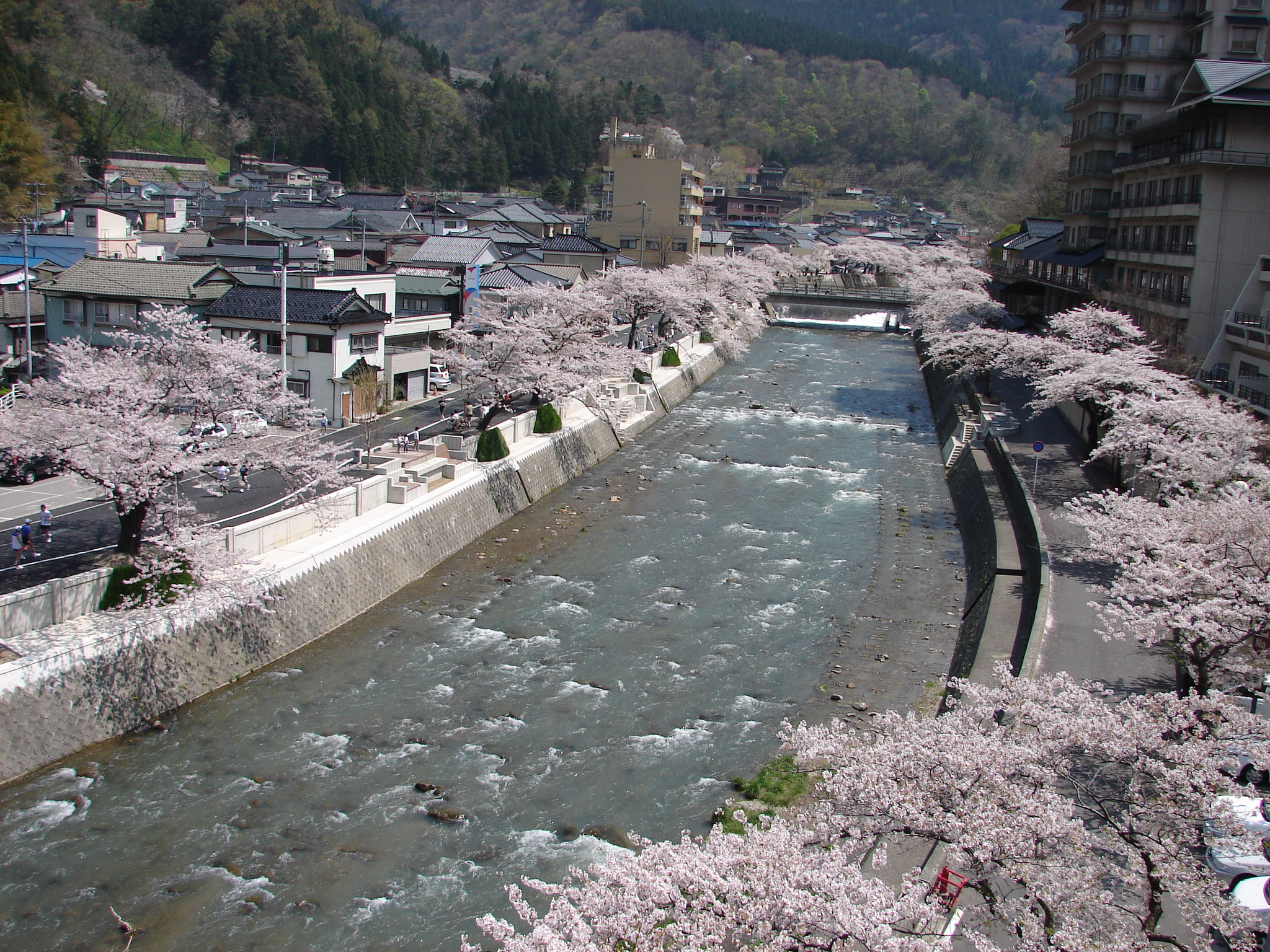
Station thermale d'Atsumi au printemps

Jour 1
Ueno → Nikko (trajet de nuit)
Jour 2
Hakodate → Datemombetsu → Noboribetsu (nuit à l'hôtel)
Jour 3
Higashi-Muroran → Tōya → Shin-Hakodate-Hokuto → Aomori → Hirosaki (nuit à bord du train)
Jour 4
Tsuruoka → Atsumi → Niitsu → Higashi-Sanjo → Ueno

### Itinéraire de trois jours (hivernal)

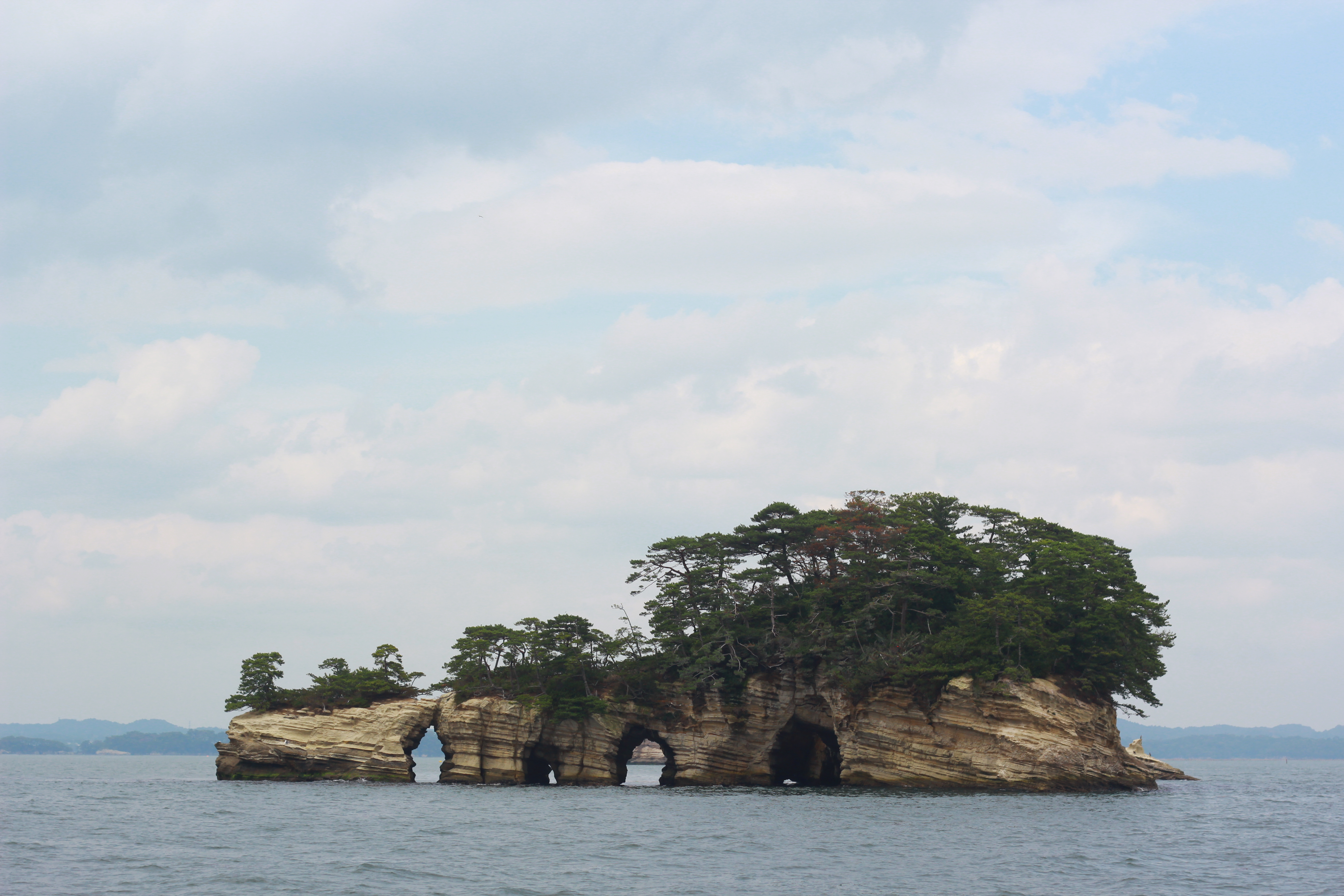
Baie de Matsu-shima.

Jour 1
Ueno → Shiroishi → Matsushima (train de nuit à bord)
Jour 2
Aomori → Hirosaki (train de nuit à bord)
Jour 3
Naruko → Ueno

## Histoire
JR East annonce pour la première fois son intention de construire un nouveau train de croisière de luxe en juin 2013, conçu par Ken Okuyama et dont la mise en service provisoire est prévue quelque temps après le printemps 2016. Un an plus tard, en juin 2014, JR East publie des plans plus détaillés, montrant une conception extérieure révisée et une date d'entrée en service prévue pour le printemps 2017. Le nom et la conception du logo du train sont officiellement annoncés en octobre 2014. Les détails des itinéraires prévus sont publiés en décembre 2015.
Les sept premières voitures (1 à 4 et 8 à 10) des dix prévues sont livrées par l'usine Kawasaki Heavy Industries de Kobe en septembre 2016. Les essais commencent le 14 septembre 2016 sur la ligne Joban avec seulement sept des dix voitures. Les voitures 5 à 7 sont livrées depuis l'usine J-TREC de Yokohama le 27 septembre 2016.
Le service est officiellement lancé le 1er mai 2017. Il suscite un grand intérêt, des billets pour le voyage inaugural sont mis à disposition via une loterie. Au moment du lancement, les billets sont complets jusqu'en mars 2018.

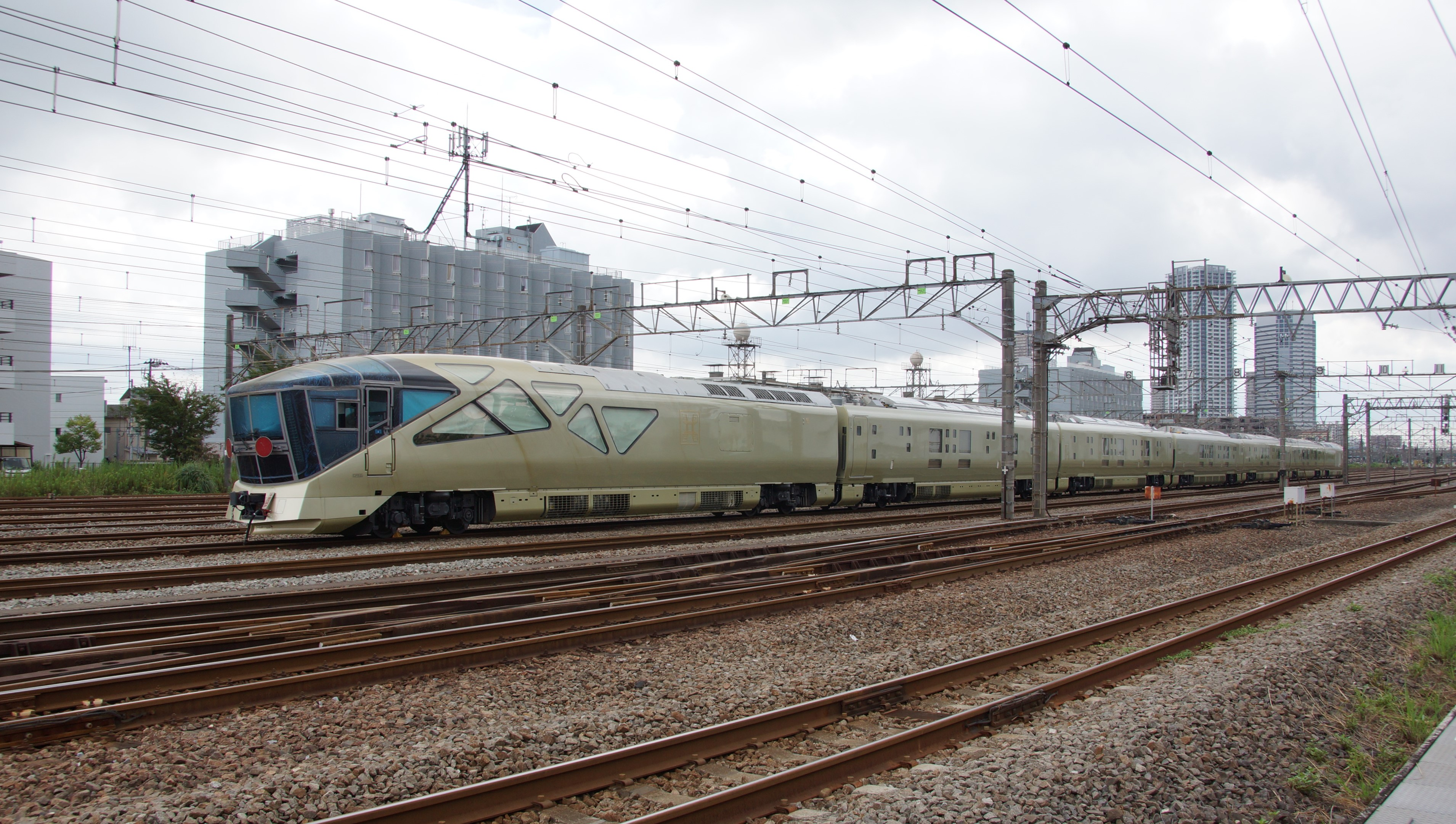
Les sept premières voitures à la livraison de Kawasaki Heavy Industries en septembre 2016.
- L'ensemble complet de dix voitures lors d'un essai sur la ligne principale Tōhoku en janvier 2017.

## Étymologie et design
Le train tire son nom comme suite: Shiki (japonais pour les "quatre saisons") et Shima (japonais pour "île"), "les quatre saisons à travers les îles" du Japon. L'intérieur du train reflète la passage des saisons dans son design: le premier wagon d'observation est décoré en tapis vert et aux murs blancs pour le printemps, la voiture-salon au centre du train est en style « été » avec des éléments décoratifs en forme d'arbres, le wagon-restaurant évoque l'automne avec du bois décoratif brun et orange et les couchettes sont en blanc clair, pour l'hiver. Le train est produit du designer industriel Ken Okuyama.